# Tanlay
Tanlay este o comună în departamentul Yonne, Franța. În 2009 avea o populație de 1,123 de locuitori.

## Evoluția populației
| An        | 1975  | 1982  | 1990  | 1999  | 2006  | 2009  |
| --------- | ----- | ----- | ----- | ----- | ----- | ----- |
| Populație | 1,190 | 1,195 | 1,105 | 1,172 | 1,175 | 1,123 |